# Agrobacterium
Agrobacterium Conn, 1942 è un genere di batteri Gram-negativi di forma bastoncellare i quali utilizzano il trasferimento genico orizzontale per causare tumori nelle piante. Normalmente vivono nel suolo ed, in natura, sono considerati patogeni delle piante. L'Agrobacterium tumefaciens è la specie più studiata. Gli agrobatteri sono ben noti per la loro capacità di trasferire DNA tra sé e le piante e per questo motivo è diventato un importante strumento per l'ingegneria genetica.
Si tratta di un genere eterogeneo. Recenti studi tassonomici hanno classificato tutte le specie di Agrobacterium nel nuovi generi Arhensia, Pseudorhodobacter, Ruegeria e Stappia.